# کتابخانه کودکان خنکو آپر
کتابخانه ملی کودکان خنکو آپر (ارمنی: Խնկո-Ապոր Անվան Ազգային Մանկական Գրադարան Khnko-Apor Anvan Azgayin Mankakan Gradaran; انگلیسی: National Children's Library named after Khnko Aper) یک کتابخانه ملی کودکان در ایروان ارمنستان می‌باشد. در سال ۱۹۳۳ افتتاح شد و در سال ۱۹۳۵ پس از مرگ آتابک خنکویان نویسنده مشهور ادبیات کودکان این کتابخانه به نام وی نامگذاری شد. از سال ۱۹۸۰ این کتابخانه در خیابان تریان ناحیه کنترون در کنار دریاچه قو تالار اپرای ایروان واقع شده است. معماران ساختمان کتابخانه لوون قولومیان و روزان آلاوردیان می‌باشند. این کتابخانه مجموعه ای شامل ۵۰۰ هزار جلد کتاب می‌باشد. این کتابخانه سالن مطالعه ای با ظرفیت ۱۰۰ صندلی را داراست.
کتابخانه سه بخش دیگر نیز برای ادبیات چین، ادبیات فارسی و ادبیات آلمانی دارد.

## نگارخانه

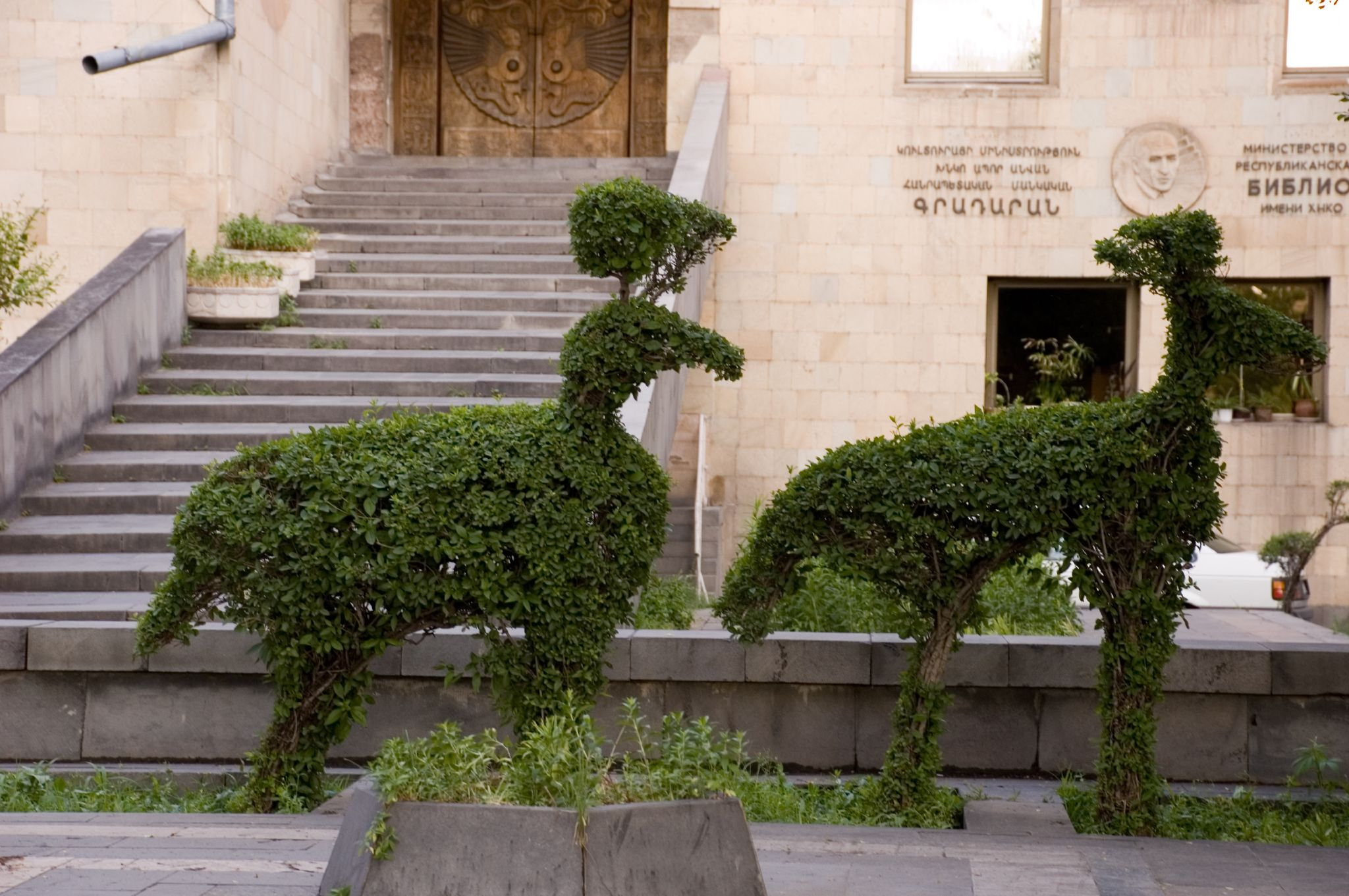
ورودی اصلی به کتابخانه
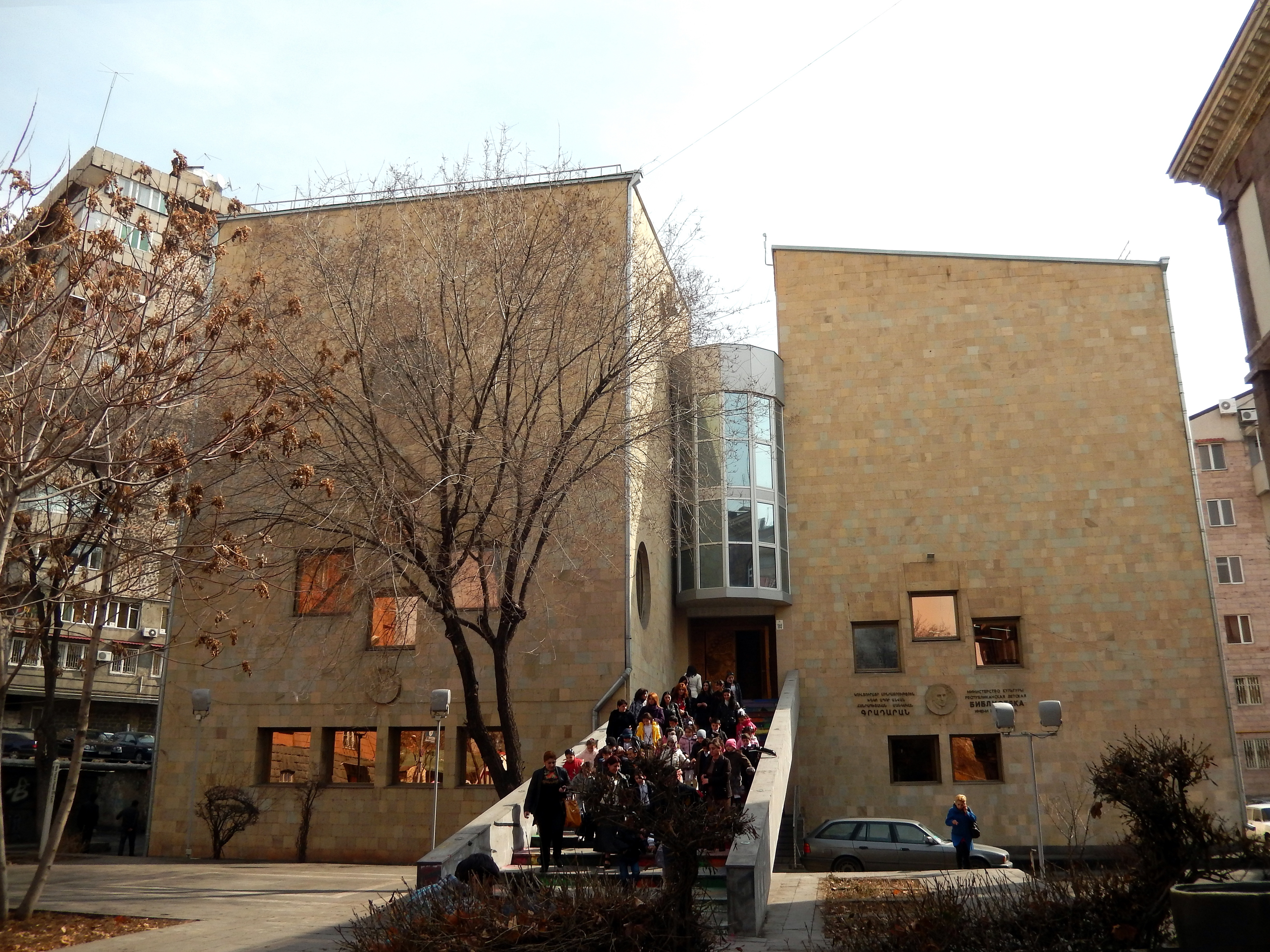
ساختمان کتابخانه
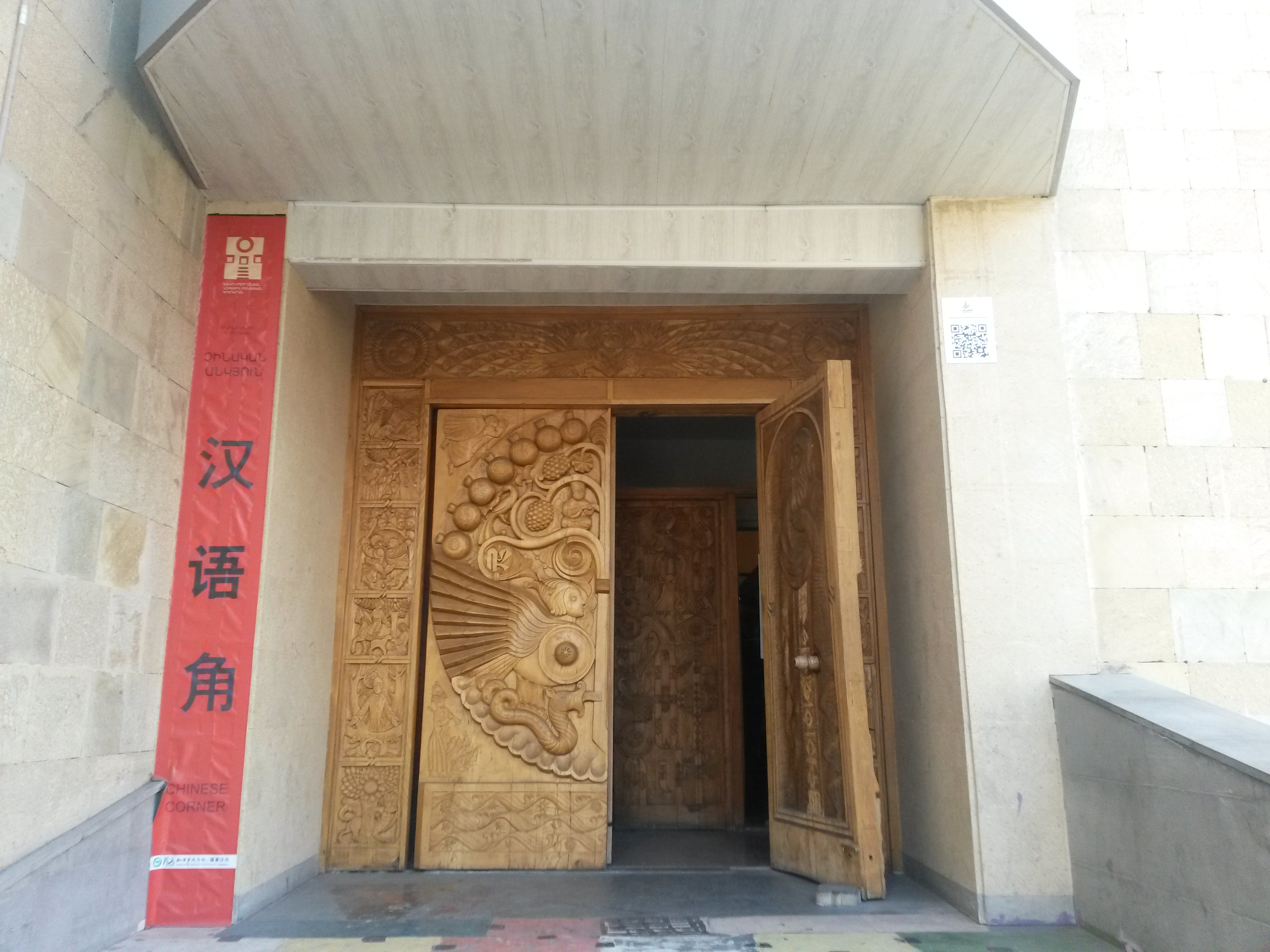
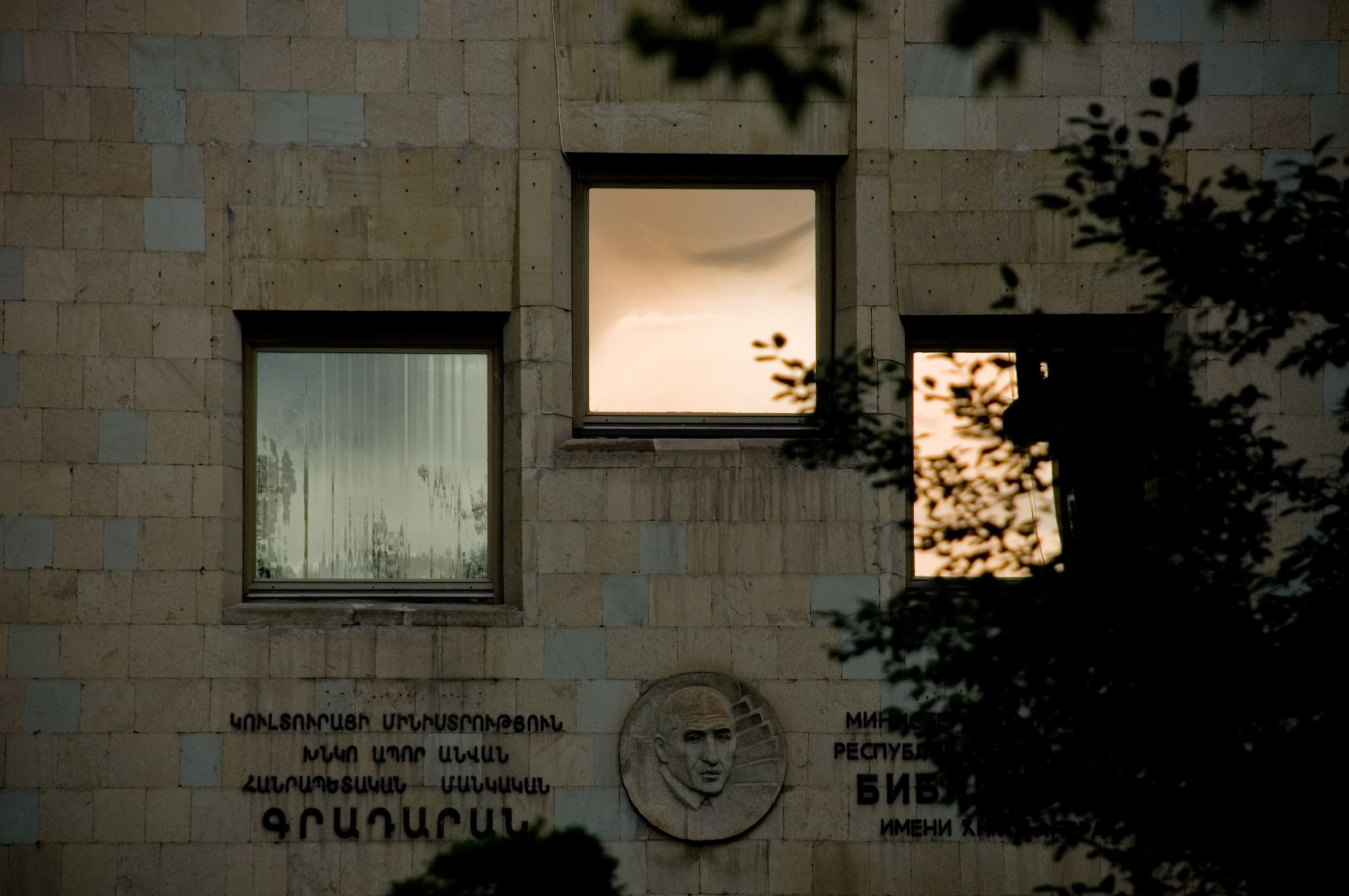